# Bahnstrecke Khulna–Mongla
|  | Dieser Artikel wurde aufgrund von akuten inhaltlichen oder formalen Mängeln auf der Qualitätssicherungsseite des Portals Bahn eingetragen. Bitte hilf mit, die Mängel dieses Artikels zu beseitigen, und beteilige dich bitte an der Diskussion. Artikel, die nicht signifikant verbessert werden, können gelöscht werden. |

| Spurweite: | 1676 mm (Kolonialspur) |                    |                    |
| |                        |                    |                    |
| \| \| \| von Jashore \| \| \| \| 0 \| Phultala Junction \| Phultala Junction \| \| \| \| nach Khulna \| \| \| \| \| Aranghata \| \| \| \| \| Mohammadnagar \| \| \| \| \| Rupsha Rail Bridge \| \| \| \| \| Katakhali \| \| \| \| \| Chulkati \| \| \| \| \| Bhaga \| \| \| \| \| Digraj \| \| \| \| \| nach Mongla \| \| \| \| 65 \| Mongla Port \| Mongla Port \| |                        |                    |                    |
| Strecke von rechts |                        | von Jashore        | von Jashore        |
| Bahnhof | 0                      | Phultala Junction  | Phultala Junction  |
| Abzweig geradeaus und nach links |                        | nach Khulna        | nach Khulna        |
| Bahnhof |                        | Aranghata          | Aranghata          |
| Bahnhof |                        | Mohammadnagar      | Mohammadnagar      |
| Brücke über Wasserlauf |                        | Rupsha Rail Bridge | Rupsha Rail Bridge |
| Bahnhof |                        | Katakhali          | Katakhali          |
| Haltepunkt / Haltestelle |                        | Chulkati           | Chulkati           |
| Haltepunkt / Haltestelle |                        | Bhaga              | Bhaga              |
| Haltepunkt / Haltestelle |                        | Digraj             | Digraj             |
| Abzweig geradeaus und nach links |                        | nach Mongla        | nach Mongla        |
| Kopfbahnhof Streckenende | 65                     | Mongla Port        | Mongla Port        |

Die Bahnstrecke Khulna–Mongla Port ist eine  65 km lange Breitspurbahn in Bangladesch, die das Land über eine Eisenbahn mit dem Hafen von Mongla verbinden soll. Die im Bau befindliche, 5,13 km lange Rupsha Rail Bridge befindet sich auf dieser vorgeschlagenen Strecke.

## Geschichte
Obwohl die Regierung das Projekt bereits im Dezember 2010 genehmigt hatte und der Bau der innerhalb von drei Jahren abgeschlossen sein sollte, begannen die Bauarbeiten erst rund sechs Jahre nach der Genehmigung. Die veranschlagten Baukosten haben sich in dieser Zeit mehr als verdoppelt.